# L2M (formație)
L2M (prescurtare de la Listening 2 Music) este o trupă de fete recrutată de Mads Munk, care produce majoritatea înregistrărilor sub casa sa MM Talents/M2 Entertainment pentru Grupul LEGO® exclusiv pentru franciza lor audiovizuală; constând din promoții, seriale TV, episoadele web și singurul său lungmetraj/film. Administrat de veteranul manager muzical britanic Tim Byrne, ale cărui succese anterioare au inclus Steps, Cher Lloyd și One Direction, membrii sunt Tatiana „Tati” McQuay, Mariangeli Collado, McKenzie Mack, Lexi Drew și Jenna Raine Simmons. Lexi a părăsit L2M în 2018 din cauza unei lupte cu Tati, lăsând grupul cu doar 4 membri, care s-au desființat mai târziu în acel an, dar au reușit să lanseze o melodie numită "I Want My Dippin' Dots" pentru a promova brandul Dippin'. Puncte. Din cauza desființării, piesa NU a fost înregistrată sub numele „L2M”, ci mai degrabă numele individuale ale fetelor